# Croce Malloni
Croce Malloni (A' Croce o Croce e' Mallone in dialetto locale) è una frazione di Nocera Superiore.

## Geografia
Croce Malloni copre una vasta area di Nocera Superiore, che comprende le vaste località del Selice, del Belvedere di Mallone, Casa De Angelis, quella di Sant'Onofrio (Sant'Unufrijo in dialetto) e parte di monte San Quirico, condivisa col comune di Roccapiemonte.
Confina con le frazioni di Taverne, Starza, Materdomini, Iroma, Citola, e Pecorari.

## Storia
Località non molto distante dal centro romano di Nuceria Alfaterna, le prime notizie del luogo hanno nell'824, quando in una località identificabile oggi come Sant'Onofrio, vi era nomenclato il locus di nobara, nell'855 è attestata la presenza di una cisterna detta puteum regente.. Nella stessa area si fa menzione anche di un locus detto agella, anche se il toponimo in questione è molto frequente nell'area (indica infatti anche le aree di Chiunzi e del Vescovado). 
Mentre nel 1010, si ha notizia di un abate, tale Pietro, che nel mese di novembre, sotto il principato di Guaimario III di Salerno, diede in concessione a tali Iocardo e Sasso un terreno, sito nel luogo di Malluni (prima attestazione), precisamente nella zona denominata Selice perché, per un determinato tempo, lo lavorassero secondo il contratto di pastinato in auge in quel tempo.
Il figlio del principe, Guaimario IV, nel 1042 fece costruite sulla sommità del monte di San Quirico il castello detto Apudmontem, contestualmente alle sue falde fu eretta una chiesetta dedicata a Sant'Onofrio ed attorno ad essa si formò l'omonimo villaggio.
Sempre in quegli anni, antecedentemente al 1060, fu eretta una chiesa, detta di San Fortunato. Da questa chiesa è testimoniato il ritrovamento dell'effigie di Maria Santissima, sotto il titolo di Materdomini. In quella importante circostanza, la processione partì proprio dalla chiesa di Croce Malloni al cui parroco era stata manifestata, secondo la leggenda, la rivelazione avuta da una donna, di nome Caramari'  (cara a Maria) del luogo in cui era stata rinvenuta l’immagine della Madonna nera, forse interrata per difenderla dagli iconoclasti.
Nel XII secolo, fu eretta la più importante chiesa, dedicata a San Michele, che soppiantò la precedente chiesa.
Nel XVI secolo la stessa fu eretta a parrocchia, vedendo l'aggiunta della confraternita di Santa Lucia. Successivamente fu rimaneggiata ulteriormente.
Parte dell'università di Nocera Corpo, la prima importante famiglia che vi si stabilì, fu quella dei Calenda, del vicino baronato di Tavani, che nel XVII secolo, rimaneggiarono l'antica cappella gentilizia detta del Salvatore, dedicandola al culto della Madonna delle Grazie, della stessa oggi non rimane che un rudere. Nel 1894 Ferdinando Albani anni fece restaurare la chiesa di Sant'Onofrio.
La famiglia Lanzara, nel XVIII secolo, diedero inizio alla costruzione dei tanti palazzi di famiglia presenti nell'Agro.

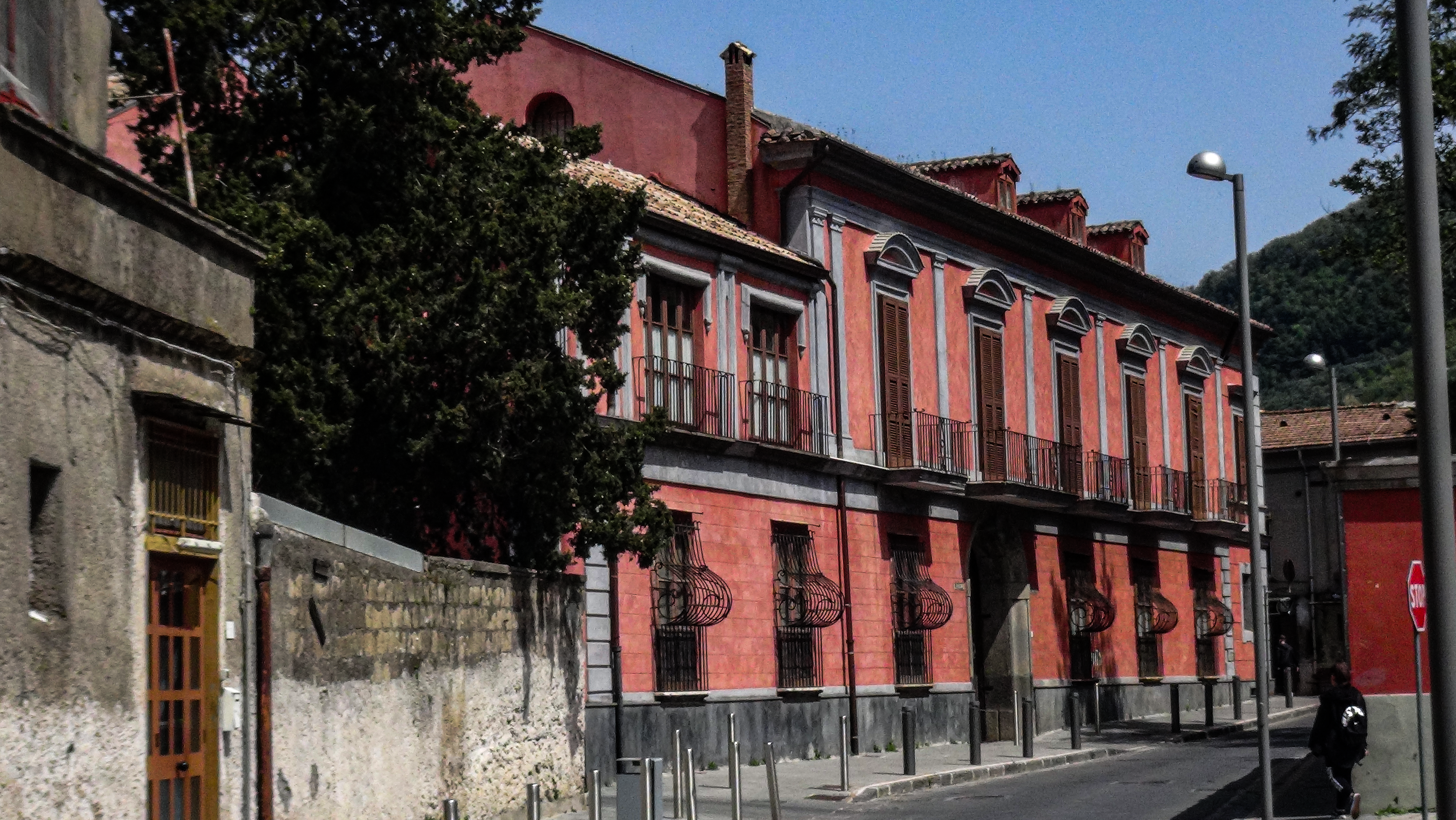
Palazzo Lanzara

Dal 1851, Croce Malloni è parte di Nocera Superiore.
Dal dopoguerra, l'area vide lo sviluppo delle numerose industrie conserviere nocerine.
Durante il simsma del 1980, la zona fu gravemente danneggiata, con la chiesa di San Michele che fu chiusa per le gravi lesioni.
Nel 2006 verrà poi costruita una ex-novo, di fianco all'antica struttura che verrà riaperta il 28 settembre 2018.

## Le chiese di San Michele Arcangelo

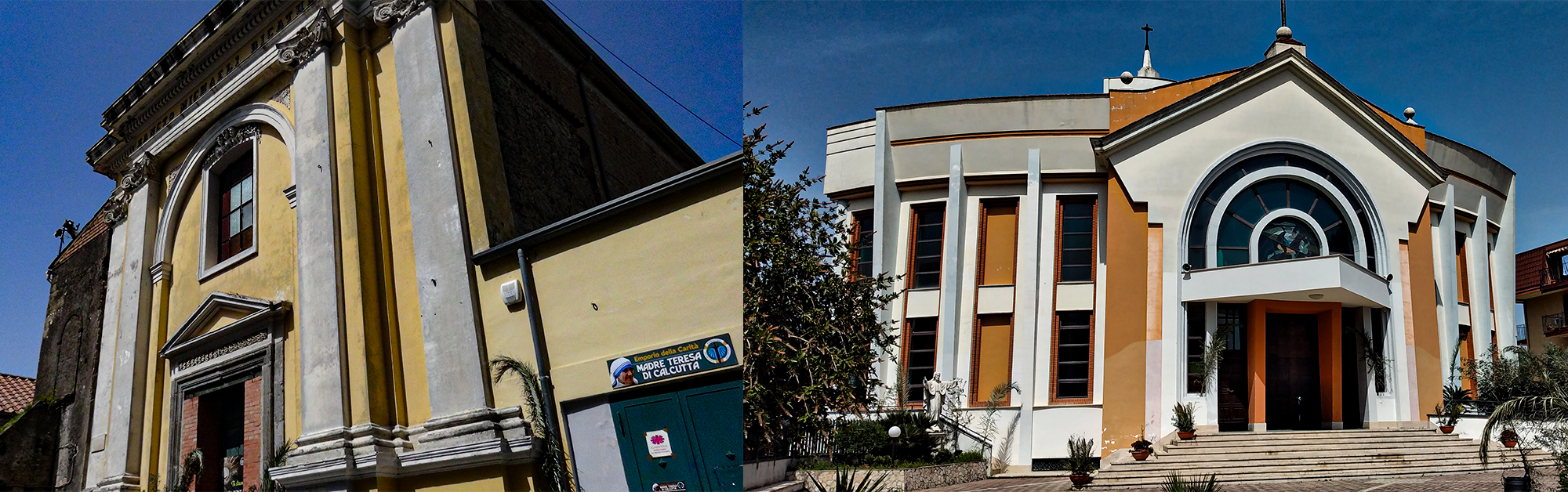
A sinistra, l'antica chiesa di San Michele (XVI sec.), a destra la nuova chiesa (XXI sec.).

La prima chiesa di San Michele ai Malloni è datata XII secolo, quando la stessa soppiantò l'antica edificazione di San Fortunato.
Intorno al XVI secolo fu ampliata con la costruzione della congrega detta di Santa Lucia.
Durante la visita pastorale del 1721, fatta dal vescovo Niccolò De Dominicis, con la chiesa da undici anni diventata parrocchia, sotto il titolo di S. Michele Arcangelo ai Malloni, fu giocoforza ampliata e restaurata. Per questa ragione si usò l’attigua Congrega di S. Lucia per le celebrazioni e per la conservazione dell’Eucaristia.
Nel 1857, la parrocchia fu smembrata per costituire una nuova parrocchia, sotto il titolo di Maria SS. di Costantinopoli a Pecorari. Nell’antica chiesa parrocchiale di S. Michele Arcangelo, di stile barocco, più volte restaurata, sono ancora oggi cinque gli altari: il maggiore, al centro dell’abside, è dedicato a S. Michele Arcangelo, e i quattro minori ai due lati, sono dedicati, rispettivamente, a S. Maria delle Grazie, alla Madonna del Carmine, a S. Giovanni Evangelista, e a S. Sebastiano.
Negli anni trenta del secolo scorso a nord della facciata, fu costruito un campanile, crollato per metà con le altre parti della chiesa a causa del catastrofico terremoto del 23 novembre 1980. In attesa del restauro, il culto fu svolto da quel momento in un prefabbricato dono della Caritas del Triveneto fino all’anno 2000, per far ritorno nell’antica chiesa, ormai restaurata, mentre si benediceva la prima pietra nel luogo in cui era stato il prefabbricato per procedere alla costruzione, con il contributo della Conferenza Episcopale Italiana e degli abitanti della frazione, di un grande complesso parrocchiale, a poche decine di metri dall'antica chiesa, ed è composto dal tempio, capace di contenere circa 600 persone a sedere, dall’ufficio parrocchiale, dalla sacrestia, dalla casa canonica e dai locali annessi per la catechesi, le attività pastorali e oratoriali, oltre ad altri ampi spazi.
La nuova struttura fu consacrato il 2 aprile del 2006, dall'allora vescovo diocesano Mons. Gioacchino Illiano. Il 28 settembre 2018 la chiesa antica, dopo un restauro, venne riaperta al culto.

## Cultura
Oltre al culto per san Michele, per ragioni storiche, Croce Malloni è legato al culto della vicina Vergine di Materdomini.
Da qui, infatti, ogni notte del 14 agosto, si riuniscono, partendo dal borgo di Uscioli, in direzione Materdomini, i fedeli coi carri votivi alla vergine.
Inoltre da Croce Malloni, parte lo sfarzoso corteo, a conclusione della tradizionale Festa del Majo del 1º maggio.